# ICarly (televisieserie uit 2007)
ICarly is een Amerikaanse televisieserie, die draait om de veertienjarige Carly Shay, gespeeld door Miranda Cosgrove, presentatrice en bedenker van de fictieve internetshow iCarly. Samen met haar beste vrienden Sam Puckett (Jennette McCurdy) en Freddie Benson (Nathan Kress) verzorgt ze elke week een nieuwe show. De serie is bedacht door Dan Schneider, werd opgenomen in de Nickelodeon On Sunset-studio's in Los Angeles, Californië en werd op Nickelodeon uitgezonden.
Het programma is gericht op tieners en kinderen en werd op 8 september 2007 voor het eerst op Amerikaanse televisie uitgezonden. Op 17 mei 2008 begon ook Nederland de televisieserie uit te zenden. De productie van de serie heeft een half jaar stilgelegen, maar nadat hoofdrolspeelster Cosgrove een contract tekende voor 180.000 dollar per aflevering, werd de productie hervat.
De serie werd in meer dan vijftien landen uitgezonden. Sinds 13 februari 2010 zendt de Nederlandse versie van Nickelodeon nagesynchroniseerde afleveringen uit. De ondertitelde afleveringen werden op het TeenNick-blok uitgezonden en nu bij digitale providers waar Nickelodeon 24/7 per dag is. De serie werd voor een Emmy Award genomineerd.
Op 17 mei 2012 werd bekendgemaakt dat de serie na 6 seizoenen zou gaan stoppen. De laatste aflevering werd opgenomen in juni 2012 en werd uitgezonden in november hetzelfde jaar in de Verenigde Staten.
Van juni 2021 tot en met juli 2023 verscheen de vervolgserie iCarly voor volwassenen op streamingdienst Paramount+, waarvoor hoofdrolspelers Cosgrove, Kress en Trainor hun hoofdrollen hernamen.

## Verhaal

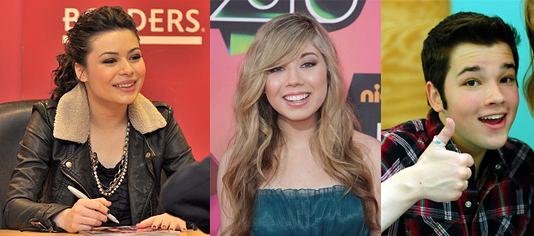
De hoofdpersonages van de televisieserie, v.l.n.r. Miranda Cosgrove, Jennette McCurdy en Nathan Kress.

De personages worden geïntroduceerd nadat Carly, samen met haar beste vriendin Sam, als nablijfopdracht een talentenjacht moet coördineren. De technische buurjongen van Carly, Freddie, is verliefd op haar en wil haar graag helpen. Hij biedt aan om de audities op te nemen met zijn camera. Als ze na vele audities even pauze nemen, filmt Freddie de twee meisjes, die grappen maken over hun leraren. Een dag later komen de drie hoofdrolspelers erachter dat Freddie per ongeluk, in plaats van de audities, het grappenmaakfilmpje op internet heeft gezet. Nadat het filmpje een extreem hoog bezoekersaantal ontvangt en kijkers schreeuwen om meer soortgelijke filmpjes is de iCarly-webshow geboren. De show groeit uit tot een prominente internetshow, gevuld met grappige sketches, opmerkelijke recepten, talenten, creatieve probleemoplossingen en random dancing.
Carly woont in een appartement in Seattle (Washington), samen met haar 26-jarige broer/voogd Spencer. Ze filmen de show op de derde verdieping van het appartement. Hoewel er nooit gesproken wordt over de locatie van hun moeder, bevindt hun vader, Amerikaanse luchtmachtofficier "Kol Steven Shay", zich in een onderzeeër van de Amerikaanse marine. Hij wordt vaak genoemd en is in de laatste aflevering van seizoen 7 te zien.
Tijdens de productie van de show maken de vier castleden van de show veel mee, zoals een reis naar een prijsuitreikingsshow in Japan, een overname van de show door een mediaconglomeraat en een ontvoering door een gekke fan. Vanaf het vierde seizoen vergezelt Gibby (gespeeld door Noah Munck) de groep.

## Rolverdeling

### Hoofdrollen
Carly Shay – Miranda Cosgrove – Dilara Horuz S1-6
Carly is de vrolijke protagonist van het programma. Ze is de presentatrice van haar eigen populaire webshow, iCarly, dat ze samen met haar twee beste vrienden produceert. 
Samantha “Sam” Puckett – Jennette McCurdy – Pip Pellens S1-6
Sam is de deuteragonist van het programma. Ze is de beste vriendin van Carly en is ook presentatrice van iCarly. Sam is erg agressief en lui, heeft vaak ruzie met Freddie, met wie ze later een relatie krijgt, en heeft een liefde voor vlees. Ze raakt constant in de problemen op school, maar is tijdens haar vrije tijd net zo vrolijk en creatief als Carly. Haar volledige naam is Samantha, maar zo werd ze alleen door Miss Briggs, de dames van de missverkiezing, dansleraar Ernie, Freddie (tweemalig), Mevrouw Benson (eenmalig) en Spencer (eenmalig) genoemd.
Fredward “Freddie” Benson – Nathan Kress – Enzo Coenen S1 en Bloopers en Jimmy Lange alle intro's en S2-6
Freddie is de tritagonist van de show. Hij is de beste vriend van Sam en Carly, en tevens buurman van Carly. Freddie is de technicus van iCarly en wordt gekarakteriseerd als een "coole nerd". Hij is al verliefd op Carly vanaf het moment dat ze elkaar ontmoetten. Later krijgt hij echter een relatie met Sam, wie hij eerst als vijand had. Zijn volledige naam is Fredward, maar zo werd hij alleen door Mevrouw Benson, Sam, Carly (eenmalig) en Spencer (eenmalig) genoemd.
Spencer Shay – Jerry Trainor – Kevin Hassing
Spencer is de excentrieke oudere broer en wettelijke voogd van Carly. Hij werkt als kunstenaar en gedraagt zich meestal jonger dan zijn leeftijd. Spencer is creatief en grappig, vandaar dat hij in een van zijn afleveringen "de koning van de grappen" genoemd wordt.
Orenthal Hayes “Gibby” Gibson – Noah Munck – Dioni Jurado S1-6
Gibby is de malle vriend van Carly, Sam en Freddie. Hij trekt voortdurend zijn shirt uit, zonder enkele reden. Gibby is vanaf het vierde seizoen een hoofdpersonage. Zijn volledige naam is Orenthal Hayes Gibson, maar zo werd hij maar eenmalig door Freddie genoemd, toen hij het bericht van de rechtbank aan Carly en Sam voorlas.

### Bijrollen
Rector Franklin – Tim Russ – Onbekend S1-6
Rector Franklin is de conrector van Ridgeway High School, de school van Carly, Sam en Freddie. Het is een redelijke man en een groot fan van de webshow. En zijn voornaam is Ted, maar wordt zelden zo genoemd.
Miss Briggs – Mindy Sterling – Ilse Warringa S1-6
Miss Briggs is en strenge lerares op de show. Ze heeft een grote hekel aan kinderen. Haar voornaam is Francine, maar wordt zelden zo genoemd.
Lewbert – Jeremy Rowley – Just Meijer S1-6
Lewbert is de portier van het gebouw waarin Carly, Spencer en Freddie leven. Hij wordt gekenmerkt door zijn vervelende en beschermende gedrag en een grote wrat op zijn gezicht. Hij wordt vaak (live) in de maling genomen door de kinderen van de show. Zijn achternaam is onbekend.
Mevrouw Benson – Mary Scheer – Donna Vrijhof S1-6
Mevrouw Benson is Freddies dominante en overbezorgde moeder. Haar voornaam is Marissa, maar wordt zelden zo genoemd. Ze komt in 33 afleveringen voor.
Nevel Papperman – Reed Alexander – Boyan van der Heijden S1-6
Nevel is een criticus en eigenaar van beoordelingswebsite nevelocity.com. Hij is de aartsvijand van Carly en heeft herhaaldelijk geprobeerd de webshow te saboteren
Mr. Howard – David St. James – NL stem: Jan Nonhof S1-6
Mr. Howard is een strenge en gedeprimeerde leraar die een hekel heeft aan alles, inclusief zijn vrouw.
T-Bo – BooG!e – Jerrel Houtsnee S2-6
T-Bo is de eigenaar van de Groovy Smoothie. Hij probeert zijn klanten vaak willekeurige voedingsmiddelen (paprika's, bagels, taco's) te verkopen, die altijd gespietst zijn aan een stok. Zijn volledige naam is Terence, maar hij werd alleen door Mevrouw Benson en Freddie zo genoemd.
Chuck Chambers – Ryan Ochoa – NL stem: Boyan van der Heijden? S2-4
Chuck is een kind dat ook in Bushwell Plaza woont. Hij en Spencer hebben altijd bonje.
Chip Chambers – Matthew Jacob Wayne – NL stem: Peter de Kroon S2-4
Chip is de broer van Chuck. Hij maakt Spencer het leven zuur omdat hij zijn broer te grazen heeft genomen.

## Afleveringen
| Seizoen | Afleveringen | Uitgezonden in de Verenigde Staten | Uitgezonden in de Verenigde Staten | Uitgezonden in Nederland | Uitgezonden in Nederland |
| Seizoen | Afleveringen | Start                              | Einde                              | Start                    | Einde                    |
| ------- | ------------ | ---------------------------------- | ---------------------------------- | ------------------------ | ------------------------ |
| 1       | 25           | 8 september 2007                   | 25 juli 2008                       | 17 mei 2008              |                          |
| 2       | 25           | 27 september 2008                  | 8 augustus 2009                    |                          |                          |
| 3       | 20           | 12 september 2009                  | 26 juni 2010                       |                          |                          |
| 4       | 13           | 30 juli 2010                       | 11 juni 2011                       |                          |                          |
| 5       | 11           | 13 augustus 2011                   | 21 januari 2012                    | 14 februari 2012         | 2 januari 2013           |
| 6       | 6            | 24 maart 2012                      | 9 juni 2012                        |                          |                          |
| 7       | 9            | 6 oktober 2012                     | 23 november 2012                   | 6 maart 2013             | 13 april 2013            |

### Speelfims
| Titel                                              | Debuut          |
| -------------------------------------------------- | --------------- |
| "iGo to Japan" (ook 3-delige aflevering)           | 8 november 2008 |
| "iParty with Victorious" (ook 3-delige aflevering) | 11 juni 2011    |

## Media

### Dvd's
In Nederland te krijgen 
| Titel                         | Datum             | Discs | Afleveringen           | Extra's                                                |
| ----------------------------- | ----------------- | ----- | ---------------------- | ------------------------------------------------------ |
| iCarly: Seizoen 1, Vol. 1     | 23 september 2008 | 2     | 1, 2, 16, 3-12         | "Leave it all to me" van Miranda Cosgrove (+making of) |
| iCarly: iFight Shelby Marx    | 30 maart 2010     | 1     | 49-50, 43-44, 39, 54   | Pilotaflevering van Big Time Rush                      |
| iCarly: iSaved Your Life      | 8 juni 2010       | 1     | 60, 58-59, 51, 48, 57  | Behind the scenes-materiaal                            |
| iCarly: iSpace Out            | 31 augustus 2010  | 1     | 63, 61, 62, 67, 64, 66 | Pilotaflevering van Victorious                         |
| iCarly: iGo to Japan          | 11 april 2010     | 1     | 30-32, 23              | iCarly Saves TV                                        |
| iCarly: iParty Met Victorious | 16 mei 2012       | 1     | 71, 74, 75, 81-83      | Bonusaflevering van Victorious ´Stage Fighting´.       |
| iCarly: De Fanoorlog          | 18 juli 2012      | 1     | 72, 73, 76-77, 78, 79  | Een bonusaflevering van Big Time Rush: Big Time Schrik |
| iCarly: Ik Hou Van Je         | 16 januari 2013   | 1     | 84-88, 90, 91          | Bonusaflevering van Victorious                         |

### Muziek
Columbia Records en Nickelodeon Records hebben een soundtrackalbum van het eerste seizoen gedistribueerd, getiteld iCarly: Music from and Inspired by the Hit TV Show. Er staan vier originele nummers van Miranda Cosgrove op. Tussen elke twee nummers wordt een dialoog gesproken. In iParty with Victorious werd er een remix gemaakt van Leave It All To Me en Make It Shine: "Leave It All To Shine".

### Website
De show iCarly bestaat in realiteit niet. De website iCarly.com bevat veel promotiemateriaal, voornamelijk video's van de cast (als hun personages), maar ook materiaal dat opgestuurd is door kijkers van de televisieserie. In de serie werden veel websites genoemd. In de realiteit werden deze websites doorgestuurd naar iCarly.com, bijvoorbeeld NeverWatchiCarly.com, iSnarly.com, SprayYourChildren.com, WhyNotDateMe.com, Instaboobs.com en alle andere genoemde websites in de serie.

### Computerspellen
Het puzzelspel iCarly: iDream in Toons werd uitgebracht door Nickelodeon, in de Nick Arcade. Jerry Trainor verzorgt de voice-over voor het spel. Op 28 oktober 2009 werd het spel iCarly: The Game uitgebracht voor de Nintendo Wii en de Nintendo DS, opgevolgd door iCarly 2: iJoin the Click, dat uitgebracht werd op 16 november 2010.
Op 11 januari 2010 werd een applicatie voor de iPhone/iPod touch uitgebracht, genaamd "Sam's Remote". Deze app bestaat uit knoppen waarop gedrukt kan worden, waarna er typische geluiden te horen zijn die tijdens de fictieve webshow gebruikt werden.

### Boeken
| Boek                     | Aflevering(en)                               |
| ------------------------ | -------------------------------------------- |
| 1. iHave a Web Show!     | iPilot iWant More Viewers                    |
| 2. iWanna Stay!          | iSpy a Mean Teacher iWanna Stay with Spencer |
| 3. iWant a World Record! | iWant a World Record iGot Detention          |
| 4. iAm Famous!           | iPromote Tech-Foots iCarly Saves TV          |
| 5. iAm Your Biggest Fan! | iAm Your Biggest Fan iNevel                  |
| 6. iGo to Japan!         | iGo to Japan                                 |

### Prijzen
| Jaar | Prijs                                | Categorie                                                            | Ontvanger                                      | Resultaat   | Bron   |
| ---- | ------------------------------------ | -------------------------------------------------------------------- | ---------------------------------------------- | ----------- | ------ |
| 2008 | Nickelodeon Kids' Choice Awards      | Favoriete kindershow                                                 | iCarly                                         | Genomineerd | [ 9 ]  |
| 2008 | Young Artist Award                   | Beste optreden in een televisieserie Hoofdrol – Jong                 | Miranda Cosgrove                               | Genomineerd | [ 10 ] |
| 2008 | Young Artist Award                   | Beste optreden in een televisieserie Hoofdrol (ondersteunend) – Jong | Nathan Kress                                   | Genomineerd | [ 10 ] |
| 2008 | Young Artist Award                   | Beste optreden in een televisieserie Hoofdrol (ondersteunend) – Jong | Jennette McCurdy                               | Genomineerd | [ 10 ] |
| 2009 | Nickelodeon Kids' Choice Awards 2009 | Favoriete kindershow                                                 | iCarly                                         | Gewonnen    | [ 11 ] |
| 2009 | Nickelodeon Kids' Choice Awards 2009 | Favoriete televisieactrice                                           | Miranda Cosgrove                               | Genomineerd | [ 12 ] |
| 2009 | Primetime Emmy Award                 | Uitmuntende televisieserie                                           | iCarly                                         | Genomineerd | [ 13 ] |
| 2009 | Teen Choice Award                    | Beste televisieacteur: Comedy                                        | Jerry Trainor                                  | Genomineerd | [ 14 ] |
| 2009 | Teen Choice Award                    | Beste televisieactrice: Comedy                                       | Miranda Cosgrove                               | Genomineerd | [ 14 ] |
| 2009 | Teen Choice Award                    | Beste televisieshow: Comedy                                          | iCarly                                         | Genomineerd | [ 14 ] |
| 2009 | Teen Choice Award                    | Beste tv-sidekick                                                    | Jennette McCurdy                               | Genomineerd | [ 14 ] |
| 2009 | Young Artist Award                   | Beste optreden in een televisieserie Hoofdrol (Ondersteunend) – Jong | Nathan Kress                                   | Genomineerd | [ 15 ] |
| 2009 | Young Artist Award                   | Beste optreden in een televisieserie Hoofdrol – Jong                 | Miranda Cosgrove                               | Gewonnen    | [ 15 ] |
| 2009 | Young Artist Award                   | Beste optreden in een televisieserie Hoofdrol (ondersteunend) – Jong | Jennette McCurdy                               | Genomineerd | [ 15 ] |
| 2009 | Young Artist Award                   | Beste cast – Outstanding                                             | Miranda Cosgrove Nathan Kress Jennette McCurdy | Genomineerd | [ 15 ] |
| 2010 | Nickelodeon Kids' Choice Awards 2010 | Favoriete kindershow                                                 | iCarly                                         | Gewonnen    | [ 16 ] |
| 2010 | Nickelodeon Kids' Choice Awards 2010 | Favoriete televisieactrice                                           | Miranda Cosgrove                               | Genomineerd | [ 17 ] |
| 2010 | Primetime Emmy Award                 | Uitmuntende televisieserie – Jeugd                                   | iCarly                                         | Genomineerd | [ 18 ] |
| 2010 | Teen Choice Award                    | Beste televisieactrice – Comedy                                      | Miranda Cosgrove                               | Genomineerd |        |
| 2010 | Television Critics Association Award | Uitzonderlijke prestatie in jeugdprogrammering                       | iCarly/Dan Schneider                           | Genomineerd | [ 19 ] |
| 2010 | Young Artist Award                   | Beste optreden in een televisieserie Hoofdrol – Jong                 | Miranda Cosgrove                               | Genomineerd | [ 20 ] |
| 2010 | Young Artist Award                   | Beste optreden in een televisieserie Hoofdrol (ondersteunend) – Jong | Nathan Kress                                   | Genomineerd | [ 20 ] |
| 2010 | Young Artist Award                   | Beste optreden in een televisieserie Gastrol <13                     | Joey Luthman                                   | Genomineerd | [ 20 ] |
| 2010 | Young Artist Award                   | Beste cast in een kinderserie                                        | Miranda Cosgrove Nathan Kress Jennette McCurdy | Genomineerd | [ 20 ] |
| 2011 | Nickelodeon Kids' Choice Awards 2011 | Favoriete televisieshow                                              | iCarly                                         | Gewonnen    | [ 21 ] |
| 2011 | Nickelodeon Kids' Choice Awards 2011 | Favoriete televisieactrice                                           | Miranda Cosgrove                               | Genomineerd | [ 21 ] |
| 2011 | Nickelodeon Kids' Choice Awards 2011 | Favoriete tv-sidekick                                                | Jennette McCurdy                               | Gewonnen    | [ 21 ] |
| 2011 | Nickelodeon Kids' Choice Awards 2011 | Favoriete tv-sidekick                                                | Noah Munck                                     | Genomineerd | [ 21 ] |
| 2011 | Young Artist Award                   | Beste optreden in een televisieserie Hoofdrol – Jong                 | Miranda Cosgrove                               | Genomineerd | [ 22 ] |
| 2011 | Young Artist Award                   | Beste optreden in een televisieserie Gastrol <10                     | Ashley Switzer                                 | Genomineerd | [ 22 ] |
| 2011 | Primetime Emmy Award                 | Outstanding Children's Program                                       | iCarly                                         | Genomineerd | [ 18 ] |
| 2012 | Nickelodeon Kids' Choice Awards 2012 | Favoriete televisieshow                                              | iCarly                                         | Genomineerd |        |
| 2012 | Nickelodeon Kids' Choice Awards 2012 | Favoriete televisieactrice                                           | Miranda Cosgrove                               | Genomineerd |        |
| 2012 | Nickelodeon Kids' Choice Awards 2012 | Favoriete tv-sidekick                                                | Jenette McCurdy                                | Gewonnen    |        |
| 2012 | Nickelodeon Kids' Choice Awards 2012 | Favoriete tv-sidekick                                                | Nathan Kress                                   | Genomineerd |        |
| 2012 | Nickelodeon Kids' Choice Awards 2012 | Favoriete tv-sidekick                                                | Jerry Trainor                                  | Genomineerd |        |
| 2013 | Nickelodeon Kids' Choice Awards 2013 | Favoriete televisieshow                                              | iCarly                                         | Genomineerd |        |
| 2013 | Nickelodeon Kids' Choice Awards 2013 | Favoriete televisieactrice                                           | Miranda Cosgrove                               | Genomineerd |        |
| 2013 | Nickelodeon Kids' Choice Awards 2013 | Favoriete schurk                                                     | Reed Alexander                                 | Genomineerd |        |

## Trivia
- In de aflevering iGet Pranky is Carly, Miranda Cosgrove een aflevering van "Drake and Josh" aan het kijken. Ze zegt: "Waarom kan dat meisje wel zo gemeen zijn?" In feite praat ze over zichzelf omdat het "gemene" meisje Megan is, gespeeld door Miranda zelf. En in dezelfde aflevering zit Spencer tv te kijken en ziet hij zichzelf, namelijk Crazy Steve, ook uit Drake and Josh.
- In de aflevering iWas a Peagent Girl loopt Sam van het podium af. Na een paar seconden wordt Quinn Pensky op het podium geroepen. Quinn Pensky is een personage uit de serie Zoey 101, een andere televisieserie van bedenker Dan Schneider.
- Bijna alle castleden, maar vooral Jennette McCurdy, dragen in de eerste seizoenen vaak een shirt met daarop de tekst "FOLLOW DANWARP" of iets vergelijkbaars. Dit is de Twitternaam van bedenker Dan Schneider.
- In de aflevering iMeet the First Lady speelt Dan Schneider ook mee.
- In aflevering Pak-Rat Pech zingen Carly en Sam aan het eind van iCarly een liedje van een band waar Spencer een aflevering lid van was.
- De titelsong Leave it all to me wordt gezongen door Miranda Cosgrove en Drake Bell met wie ze samen Drake & Josh deed als Megan Parker.
- ICarly is de enige serie die van ondertitelde afleveringen rechtstreeks overging naar gedubde afleveringen. Andere series zoals Ned's Survival Gids en Victorious waren al in het Nederlands tijdens hun pilot afleveringen. En series zoals Drake and Josh en Zoey 101 waren in 2010 gestopt (die tijd dat Nickelodeon overging naar gedubde liveactionseries) en kwamen in 2012 (Drake and Josh), in 2014 (Zoey 101) en in 2016 (Unfabulous) met gedubde afleveringen.
- ITwins "Tweeling" was de eerste aflevering die op zaterdag 13 februari 2010 werd uitgezonden in het Nederlands, daarvoor was alles ondertiteld. Sindsdien werden alle afleveringen (her)uitgezonden in het Nederlands.
- McCurdy schreef in 2022 een autobiografie, waarin ook grensoverschrijdend gedrag van regisseur Schneider op de set van iCarly herhaaldelijk werd genoemd.